# Station Dębska Wola
Station Dębska Wola is een spoorwegstation in de Poolse plaats Chałupki.